# Saint-Eutrope
Saint-Eutrope era una comuna francesa situada en el departamento de Charente, de la región de Nueva Aquitania, que el uno de enero de 2017 pasó a ser una comuna delegada de la comuna nueva de Montmoreau al fusionarse con las comunas de Aignes-et-Puypéroux, Montmoreau-Saint-Cybard, Saint-Amant-de-Montmoreau y Saint-Laurent-de-Belzagot.

## Demografía
| Gráfica de evolución demográfica de Saint-Eutrope entre 1800 y 2014 |
|                                                                     |

Los datos demográficos contemplados en este gráfico de la comuna de Saint-Eutrope se han cogido de 1800 a 1999 de la página francesa EHESS/Cassini, y los demás datos de la página del INSEE.